# 한스위르겐 폰 아르님
한스위르겐 폰 아르님(독일어: Hans-Jürgen von Arnim, 1889년 4월 4일 ~ 1962년 9월 11일)은 나치 독일 군인이다. 그는 직스트 폰 아르님(Sixt von Arnim)의 아들로 1889년 독일의 엠스도르프에서 태어났으며, 제1차 세계 대전과 제2차 세계 대전에 참전한 전력이 있다.

## 생애

### 제1차 세계 대전과 전간기
한스위르겐 폰 아르님은 1907년에 독일 육군에 입대하여 제2차 세계 대전 종전 때까지 복무했고 제1차 세계 대전 동안 그는 동부 전선과 서부 전선 양쪽에 모두 참전했다.
전쟁 후에 육군에 남은 아르님은 정예 부대인 베를린 주둔 68 보병연대의 지휘관까지 승진했다. 나치의 등장과 함께 그는 1938년에 소장으로 승진했다.

### 제2차 세계 대전

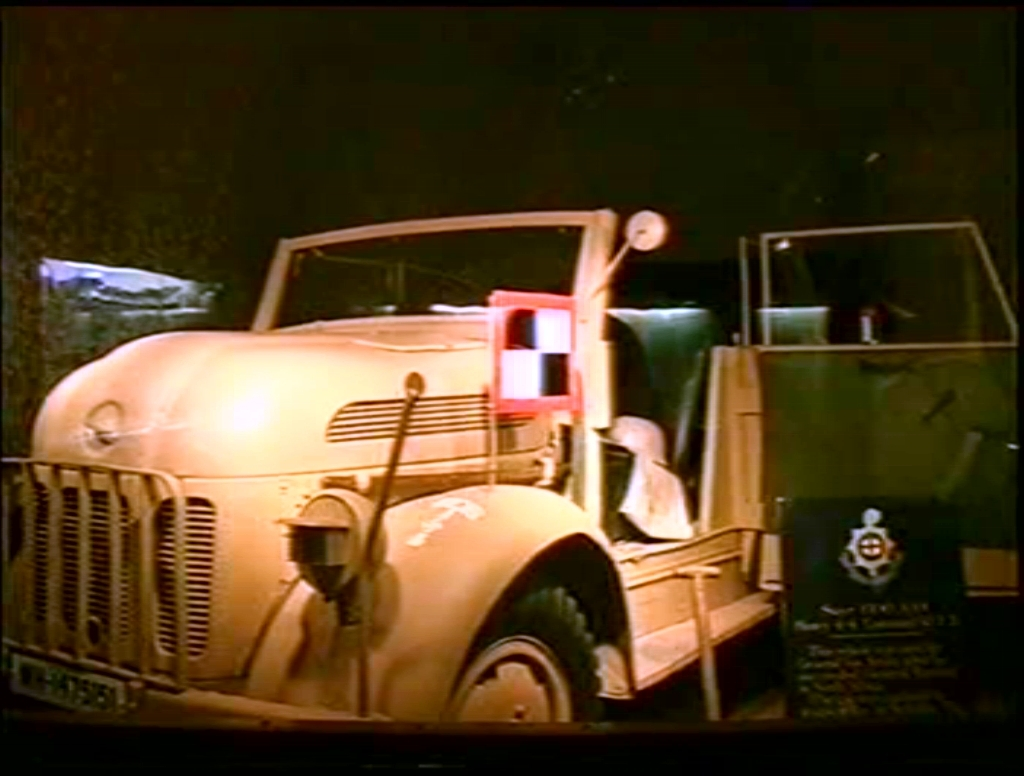
폰 아르님의 지휘 차량. 이스트버른 리다우트

1939년 폴란드와 1940년 프랑스를 침공했을 때 아르님은 52 보병사단을 지휘하고 있었다. 1940년 10월, 폰 아르님은 17 기갑사단의 지휘권을 인수한 뒤 독일이 소련을 침공하자, 그는 하인츠 구데리안 장군 휘하에서 중장으로 있었으나, 개전 직후 며칠 안되어 심각한 중상을 당했다.
1942년 11월까지 39 기갑군단을 지휘했고, 히틀러가 롬멜의 튀니지로 철수하겠다는 요청을 거절했을 때 폰 아르님은 1942년 12월 4일 상급대장으로 승진했다.
1942년 12월 8일 아르님은 튀니지에 파견하여 제5기갑군을 지휘하게 되었다.
1943년 3월 9일 롬멜이 건강 악화로 본국으로 소환되자 아프리카 집단군을 지휘했으나 전세 악화로 결국 5월 튀니지 전역에서 항복을 선언해 영국군의 인도인 부대인 4 인도 보병사단의 포로가 되었다. 폰 아르님은 전쟁의 남은 기간을 영국군의 전쟁 포로로 보냈으며 1947년 7월에 석방된 뒤 그는 독일로 돌아와 1962년 9월 1일, 바트 빌둥엔에서 사망했다.
북아프리카 전역에서 노획한 폰 아르님의 슈타이어 1500A 독일 아프리카 군단 참모용 차량은 이스트버른 리다우트 요새 박물관에 전시 중이다.

## 경력
- 1908년, 입대
- 1909년, 소위 임관
- 1914년, 제1차 세계대전 참전 (1918년 종전 당시 대위 계급)
- 1938년, 소장 진급
- 1939년 9월, 제52보병사단 사단장
- 1939년 12월, 중장 진급
- 1940년 10월, 제17기갑사단 사단장
- 1941년 5월, 부상 (장기 요양)
- 1941년 11월, 제39군단 군단장
- 1941년 12월 17일, 기갑대장 진급
- 1942년 12월 4일, 상급대장 진급 (직후 북아프리카 주둔 제5기갑군 사령관 임명)
- 1943년 5월, 연합군에 항복

## 참고 문헌
- Fellgiebel, Walther-Peer. Die Träger des Ritterkreuzes des Eisernen Kreuzes 1939-1945. Podzun-Pallas, 2000. ISBN 3-7909-0284-5.
- Patzwall, Klaus D. and Scherzer, Veit. Das Deutsche Kreuz 1941 - 1945 Geschichte und Inhaber Band II. Norderstedt, Germany: Verlag Klaus D. Patzwall, 2001. ISBN 3-931533-45-X.

## 같이 보기
- 독일 17 기갑사단
- 북아프리카 전역
- 독일 아프리카 군단
- 아프리카 기갑군
- 아프리카 집단군

## 외부 추가 정보
- 리다우트 요새 박물관

| 전임 빌헬름 리터 폰 토마 기갑대장 | 독일 17 기갑사단 사단장 1941년 9월 15일 ~ 1941년 11월 11일 | 후임 루돌프 에두아르트 리흐트 중장 |

| 전임 루돌프 슈미트 상급대장 | 독일 39 기갑군단 군단 1941년 11월 11일 ~ 1942년 11월 30일 | 후임 로베르트 마르티네크 포병대장 |

| 전임 없음 | 독일 제5기갑군 사령관 1942년 12월 8일 ~ 1943년 3월 9일 | 후임 구스타프 폰 베르스트 기갑대장 |

| 전임 에르빈 롬멜 원수 | 아프리카 집단군 사령관 1943년 3월 9일 ~ 1943년 5월 13일 | 후임 없음 |